# 白甫河
白甫河，是中国长江流域的一条河流，汇入六冲河上源，属于乌江水系。河长111千米，流域面积2042平方千米，多年平均流量31立方米每秒。自然落差796米。水能理论蕴藏量1万千瓦。